# DrinkBox Studios
DrinkBox Studios — независимый разработчик видеоигр, находящийся в центре Торонто, Онтарио, Канада. Компания была основана в 2008 году выходцами из Pseudo Interactive, после её закрытия.

## История
DrinkBox Studios была основана в апреле 2008 года Крисом Харви, Райаном Маклейном и Грэмом Смитом вскоре после закрытия Pseudo Interactive, где они работали. Они решили создать независимую студию, направленную на создание уникального игрового опыта.

## Игры
DrinkBox Studios является сертифицированным разработчиком для iOS, Nintendo DS, PlayStation 3, PlayStation Portable, Wii, Wii U и Xbox 360. Помимо разработки собственных оригинальных игровых проектов, они также работали по найму в области программирования, дизайна и искусства по ряду проектов для Activision, Vicarious Visions, Playbrains, Bedlam Games, Electronic Arts, Bytemark Games, TransGaming, Capybara Games and Visual Sports.
Они анонсировали свою первую игру, под названием Tales from Space: About a Blob 11 июня 2010 и выпустили для PlayStation 3 через PlayStation Network 1 февраля 2011 года для подписчиков PlayStation Plus и 8 февраля 2011 года для всех остальных. 23 августа 2011 года компания объявила о второй игре, под названием Tales from Space: Mutant Blobs Attack для выхода на PlayStation Vita через PlayStation Network в начале 2012 года, а на платформе Windows — 15 августа 2012 года. 9 апреля 2013, DrinkBox Studios выпустили Guacamelee! в цифровом виде через PlayStation Network для PlayStation Vita и PlayStation 3, а релиз для Windows состоялся 8 августа 2013 года. Расширенное издание было выпущено для Wii U, Windows, PlayStation 4, Xbox One, and Xbox 360 в июле 2014 года. Последняя игра студии на данный момент — Severed, которая была выпущена 26 апреля, 2016 для PlayStation Vita.

## Список игр
| Год  | Игры                                          | Платформа(ы)                                                              |
| ---- | --------------------------------------------- | ------------------------------------------------------------------------- |
| 2011 | Tales from Space: About a Blob                | PlayStation 3                                                             |
| 2012 | Tales from Space: Mutant Blobs Attack         | PlayStation Vita, Microsoft Windows, OS X, Linux, PlayStation 3, Xbox 360 |
| 2013 | Guacamelee!                                   | PlayStation 3, PlayStation Vita                                           |
| 2013 | Guacamelee!: Gold Edition                     | Microsoft Windows, OS X, Linux                                            |
| 2014 | Guacamelee!: Super Turbo Championship Edition | PlayStation 4, Xbox One, Microsoft Windows, Xbox 360, Wii U               |
| 2016 | Severed                                       | PlayStation Vita, Nintendo Switch, Wii U, New Nintendo 3DS, iOS           |
| 2018 | Guacamelee! 2                                 | Microsoft Windows, PlayStation 4, Nintendo Switch, Xbox One               |
| 2022 | Nobody Saves the World                        | Microsoft Windows, Xbox One, Xbox Series X/S                              |